# Skiffia francesae
Skiffia francesae és una espècie de peix de la família dels goodèids i de l'ordre dels ciprinodontiformes.

## Morfologia
- Els mascles i les femelles poden assolir 5 cm de longitud total.
- Nombre de vèrtebres: 30-35.[5][6]

## Hàbitat
És un peix d'aigua dolça, de clima tropical (21 °C-27 °C) i demersal.

## Distribució geogràfica
Es troba al riu Teuchitlan (Mèxic).

## Estat de conservació
És extint en estat salvatge.

## Observacions
És inofensiu per als humans.